# Kurt Absolon

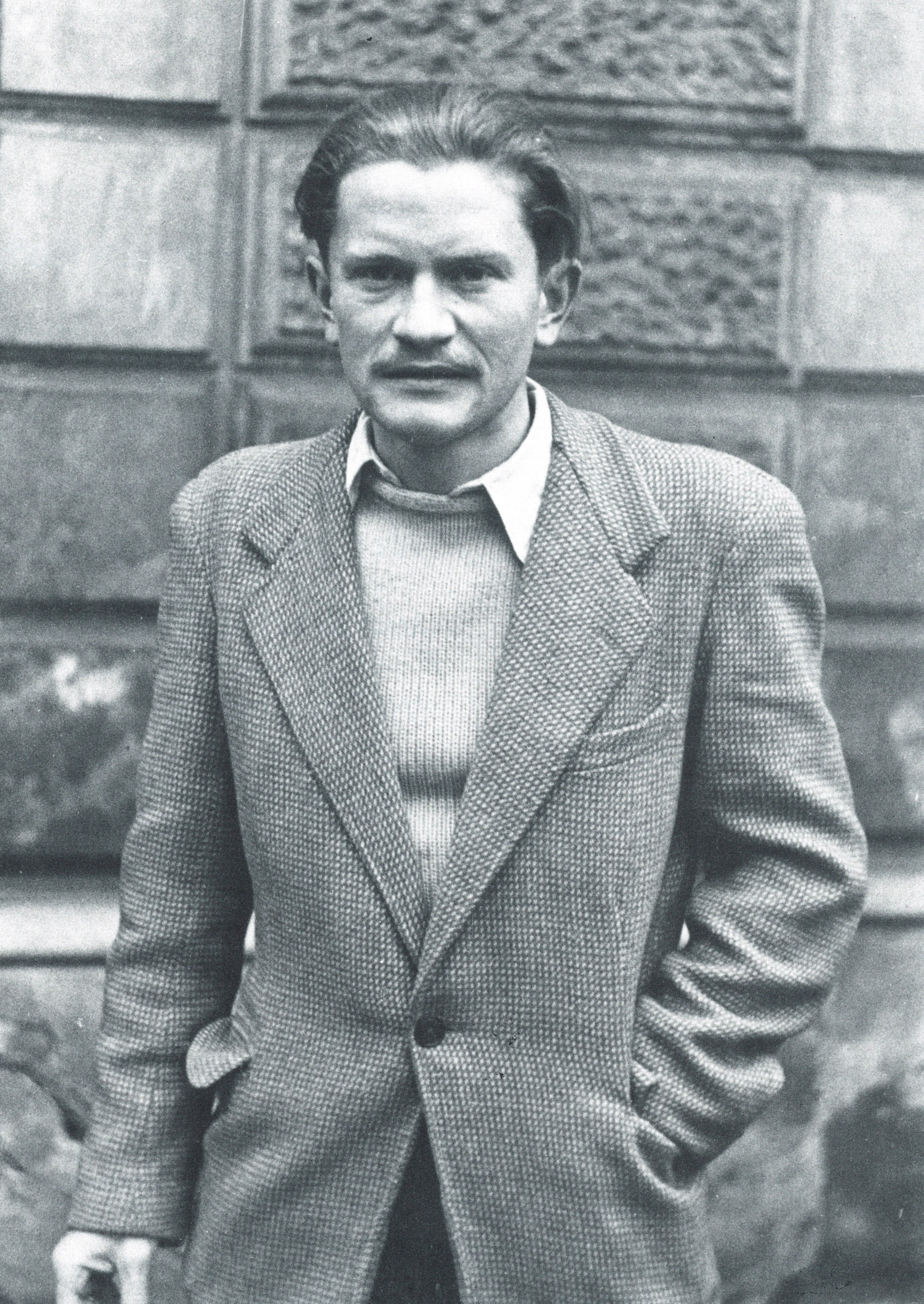
Kurt Absolon, um 1955

Kurt Absolon (* 28. Februar 1925 in Wien; † 26. April 1958 in Wulkaprodersdorf) war ein österreichischer Maler und Grafiker.

## Leben
Kurt Max Absolon wird am 28. Februar in Wien geboren. Der Vater Vinzenz Humbert Absolon (17.6.1882 Wien – 11.4.1938 Wien) arbeitet als Beamter. Die Mutter Hermine (geb. 16.7.1893 Wien), geborene Waßinger ist Hausfrau. Absolon wächst mit drei Schwestern (Gertrude, Rita, Trude) und seinem älteren Bruder Herbert Vinzenz (2.9.1912 Wien – 19.12.1998 Wien) auf. Die Familie wohnt in der Tivoligasse 30/12, 1120 Wien. Absolon besucht vier Jahre die Volksschule und im Anschluss acht Jahre die Oberschule. Nach der Matura wird Absolon für zwei Jahre ins Militär einberufen, wo er an der italienischen Front als Fahnenjunker-Unteroffizier dient. Am 22.8.1944 ist Absolon als Angehöriger der Einheit 9. Kompanie, Grenadier-Regiment 132, erfasst. Im April 1945 wird er als Unteroffizier der Einheit „Grenadier-Ersatz-Bataillon Hoch- und Deutsch-Meister“ in der linken Gesichtshälfte von einem Granatsplitter getroffen und nach 63 Tagen wieder aus dem Lazarett in Berchtesgaden entlassen.
Vom Wintersemester 1945/46 bis zum Sommersemester 1949 besucht Absolon die Allgemeine Malerschule bei Robin Christian Andersen. Besuch des Abendakts von Herbert Boeckl. Als Student erhält er ein jährliches Stipendium der Stadt Wien in Höhe von 600 Schilling, im Wintersemester 1948/49 eine Studienbeihilfe der Stadt Wien in Höhe von 300 Schilling. Im Sommer 1947 nimmt Absolon am Salzburg Global Seminar auf Schloss Leopoldskron teil, einem von der Harvard University organisierten mehrwöchigen Kurs für Wissenschaftler und Künstler, wo Absolon Curt Wiespointner kennen lernt. Unter den Teilnehmern sind auch Kurt Moldovan, Wander Bertoni und Leopold Rosenmayr. Während der Sommerferien arbeitet Absolon für 3 Wochen als Hilfskraft in der Gärtnerei Alois Fischer in der Wildpretstraße 374 im 11. Wiener Gemeindebezirk.
1950 Mitglied der informellen Gruppe 50 rund um den Kreis des Schriftstellers Hans Weigel im Café Raimund in der Museumstraße 6 im 1. Wiener Gemeindebezirk. Illustrationen für die Marmorklippen des deutschen Schriftstellers Ernst Jünger, die dieser aber ablehnte, weil er sich Zeichnungen von Alfred Kubin erhoffte. 1951 Illustrationen für Hans Weigels Stimmen der Gegenwart 1951 und Unvollendete Symphonie sowie Walter Tomans Die eigenwillige Kamera im Rahmen von Weigels herausgegebener Reihe Junge österreichische Autoren. Illustration für Herbert Eisenreichs Erzählung Der Dampfer. Es entstehen die Zyklen Jardin du Mal und Aphorismen sowie Zeichnungen zu Pierrot, Kain, Hiob und Don Quixote. Zur Existenzsicherung arbeitet Absolon als Hilfsarbeiter beim Wiederaufbau des Wiener Westbahnhofs, bei der Unilever AG, bei der Tischlerei Nowaks Witwe, beim Verlag Hanke & Csöngei sowie als Bote bei der Photochemigraphischen Kunstanstalt Patzelt & Co. Er schließt Bekanntschaft mit dem Sammlerpaar Veronika und Hans Strotzka. Vom 15. bis 23. April Aufenthalt in Bad Gleichenberg in der Steiermark. Von Mai bis Juni erste Ausstellung gemeinsam mit Claus Pack im Wiener Konzerthaus. Am 30. Mai Heirat mit Adele Johanna Kitzweger (15.1.1924 Wien – 25.11.1968 Wien). Am 10. Juli 1952 Umzug in ein Wohnatelier in der Steinbauergasse 36/20/15 im 12. Wiener Gemeindebezirk. Das Ehepaar lebt hauptsächlich vom Verdienst der Frau, die als Buchhalterin im Stahlbauunternehmen Waagner-Biro arbeitet. Landschaftszeichnungen anlässlich wiederholter Aufenthalte in St. Ulrich am Pillersee in Tirol. Es entstehen die Zyklen Aphorismen und Le Coeur Volé, letzterer nach dem Gedicht von Arthur Rimbaud.
1953 Veröffentlichung seines kunsttheoretischen Aufsatzes Originalität, Radikalität, Individualität. Am 11. Juli 1952 wird Absolon zum Mitglied des Art Club gewählt. Die Mitgliedschaft nimmt er aber nicht an, was er dem Sekretär des Art Clubs am 12. Jänner 1953 in einer Karte mitteilt. Am 29. April wird er zur Teilnahme einer Grafikausstellung des Art Club in der Galerie Elenbaas in Rotterdam eingeladen, an der er ebenfalls nicht teilnimmt. Auf Anregung von Kurt Moldovan bewirbt er sich um ein Stipendium für einen Aufenthalt in Frankreich. Reise nach Feldkirch. 1953–54 Wiederaufnahme des Abendakts bei Herbert Boeckl an der Akademie der bildenden Künste Wien. Es entstehen die Zyklen Ecce Homo, Schatten und Zwischenraum. Im Sommer 1954 gewinnt Absolon mit seiner Tuschzeichnung Stillleben mit Fischen den 3. Österreichischen Graphik-Wettbewerb im Tiroler Kunstpavillon in Innsbruck. Das Preisgeld von 8.000 Schilling des Bundesministeriums für Bildung teilt sich Absolon mit dem zweiten Gewinner, dem Maler Walter Eckert. Es entsteht der Zyklus Der alte Mann und das Meer nach der Novelle des amerikanischen Schriftstellers Ernest Hemingway.
Am 23. April 1955 wird Absolon der Theodor-Körner-Stiftungspreis im Bereich Bildende Kunst und Kunstfotografie im Festsaal der Akademie der Wissenschaften verliehen. Von Juli bis August nimmt er an der Ausstellung Meistergraphik in Österreich im Künstlerhaus Palais Thurn und Taxis in Bregenz teil. Von August bis September hält Absolon sich in Alpbach in Tirol auf, wo er am Europäischen Forum Alpbach teilnimmt. Im Oktober erfolgt der Ankauf eines Stilllebens in Aquarell durch das Kulturamt der Stadt Wien. Zeichnungen von Wiener Stadtansichten. Im Wintersemester 1955/56 nimmt Absolon als Gasthörer im Kurs für Wandmalerei von Erich Huber teil, der im Rahmen der Klasse von Albert Paris Gütersloh an der Wiener Akademie gehalten wird. 1956 Ausführung des Sgraffitos Raben an der Hausfassade Troststraße 18 im 10. Wiener Gemeindebezirk. Landschaftszeichnungen anlässlich eines Aufenthalts in Tirol. Angeregt durch den Volksaufstand in Ungarn fertigt Absolon einen Zyklus an. Illustrationen zu Martin Bubers Chassidischen Erzählungen entstehen. Am 8. Oktober erhält er den Förderungspreis der Stadt Wien in Höhe von 3.000 Schilling. Im Wintersemester 1956/57 besucht Absolon als Gaststudent die Meisterklasse für Druckverfahren bei Franz Herberth an der Akademie für angewandte Kunst in Wien (heute Universität für angewandte Kunst Wien). Von November bis Dezember nimmt er an einer Gruppenausstellung mit Wolfgang Baminger im Amt für Kultur, Volksbildung und Schulverwaltung der Stadt Wien teil. Im Dezember erfolgt der Ankauf von drei Zeichnungen durch das Kulturamt der Stadt Wien.
1957 Veröffentlichung seines kunsttheoretischen Aufsatzes Über den Avantgardismus. Es entstehen Zeichnungen der schwangeren Ehefrau. Am 19. März Geburt der Tochter Iris Maria. Vom 17. bis 21. April nimmt Absolon auf Initiative von Otto Mauer an der Tagung Die Apsis im Kirchenbau auf Burg Rothenfels am Main teil. Unter den Teilnehmern sind auch Anton Lehmden, Josef Mikl, Josef Pillhofer, Markus Prachensky und Arnulf Rainer. Beim 6. Österreichischen Graphik-Wettbewerb im Tiroler Kunstpavillon in Innsbruck erhält Absolon den Preis des Instituts zur Förderung der Künste in Österreich von 2.000 Schilling. Entwurf für den Einband Die schwarzgelbe Hyäne von Betty Paoli. Glasfensterentwürfe für die Pfarre Neuerdberg Don Bosco in der Hagenmüllergasse 33 im 3. Wiener Gemeindebezirk, von denen ein Fenster posthum ausgeführt wird. Reise nach Paris und Arles als Stipendiat des Instituts zur Förderung der Künste in Wien. Es entstehen Stadtansichten und Darstellungen von Stierkämpfen, ein Bibelzyklus sowie Illustrationen für die 1960 erschienene Publikation Carnuntum. Geist und Fleisch von Herbert Eisenreich. Im November findet die einzige zu Lebzeiten veranstaltete Einzelausstellung in der Galerie Würthle in Wien statt.
1958 Entwurf für einen Gipsschnitt an der Orgelempore in der Pfarre Maria Lourdes in 12. Wiener Gemeindebezirk, der posthum ausgeführt wird. Am 21. März Auftrag für Zeichnungen zu einem Impressionismus-Film von Kurt Steinwender alias Curt Stenvert. Am 26. April befindet sich Absolon mit seinem Bekannten, dem 45-jährigen Steuerberater Dr. Franz Krutz, auf der Rückfahrt vom Burgenland nach Wien. Gegen Mittag kommt es am nördlichen Ortsausgang in Wulkaprodersdorf zu einem Zusammenstoß mit einem Lkw, der vom 34-jährigen Johann Smaritsch aus Siegendorf gelenkt wird. Durch die Wucht des Aufpralls kommen beide Fahrzeuge erst nach 25 Meter im Straßengraben zum Stehen und werden schwer beschädigt. Absolon wird als Beifahrer aus dem Auto geschleudert und erleidet einen Schädelbasisbruch mit Gehirnaustritt. Obwohl ihm der Kreisarzt Dr. König Erste Hilfe leistet, stirbt Absolon noch an der Unfallstelle. Dr. Franz Krutz und Johann Smaritsch kommen schwer verletzt ins Krankenhaus Eisenstadt. Am 2. Mai wird Absolon in einem Ehrengrab der Stadt Wien am Südwestfriedhof im 12. Wiener Gemeindebezirk beigesetzt (Gruppe 34, Reihe 10, Nummer 40).

## Nachleben
Am 16. Mai 1958 legte Adele Absolon ein Werkverzeichnis an. Die mit rotem Farbstift vorgenommene Nummerierung der Blätter (1 bis 708) stammten von ihr, ebenso die verbale Bezeichnung der Blätter. 1962 wurden posthum vier Zeichnungen von Absolon in der von Milo Dor herausgegebenen Publikation Die Verbannten. Eine Anthologie publiziert. Ein Jahr später wurden zwanzig Zeichnungen von Absolon in der von Otto Breicha herausgegebenen Textauswahl von Hertha Kräftner Warum hier? Warum heute? Gedichte, Skizzen, Tagebücher veröffentlicht. 1966 wurden fünf Zeichnungen von Absolon in der ebenfalls von Breicha herausgegebenen Jahresschrift Protokolle publiziert. 1967 fand in der Albertina die erste große Retrospektive von Absolon mit rund 185 Papierarbeiten statt. Im Rahmen des Steirischen Herbst ’73 fand eine Wanderausstellung zu Absolon in Graz, Eisenstadt, Bregenz, Wien, Innsbruck und Klagenfurt statt. 1977 entstand zu Ehren des Künstlers der Kurt-Absolon-Weg in Donaustadt, Wien XXII. 1990 fand auf Initiative von Otto Breicha im Historischen Museum der Stadt Wien (heute Wien Museum) die bis dahin umfangreichste Schau zu Ehren von Absolon statt. 1991 fand eine große Ausstellung zu Ehren Absolons im Museum der Moderne Rupertinum in Salzburg statt. Auf Initiative der Sammlung Hainz und des Nachlasses des Künstlers entsteht 2021 das erste Werkverzeichnis mit Monografie.

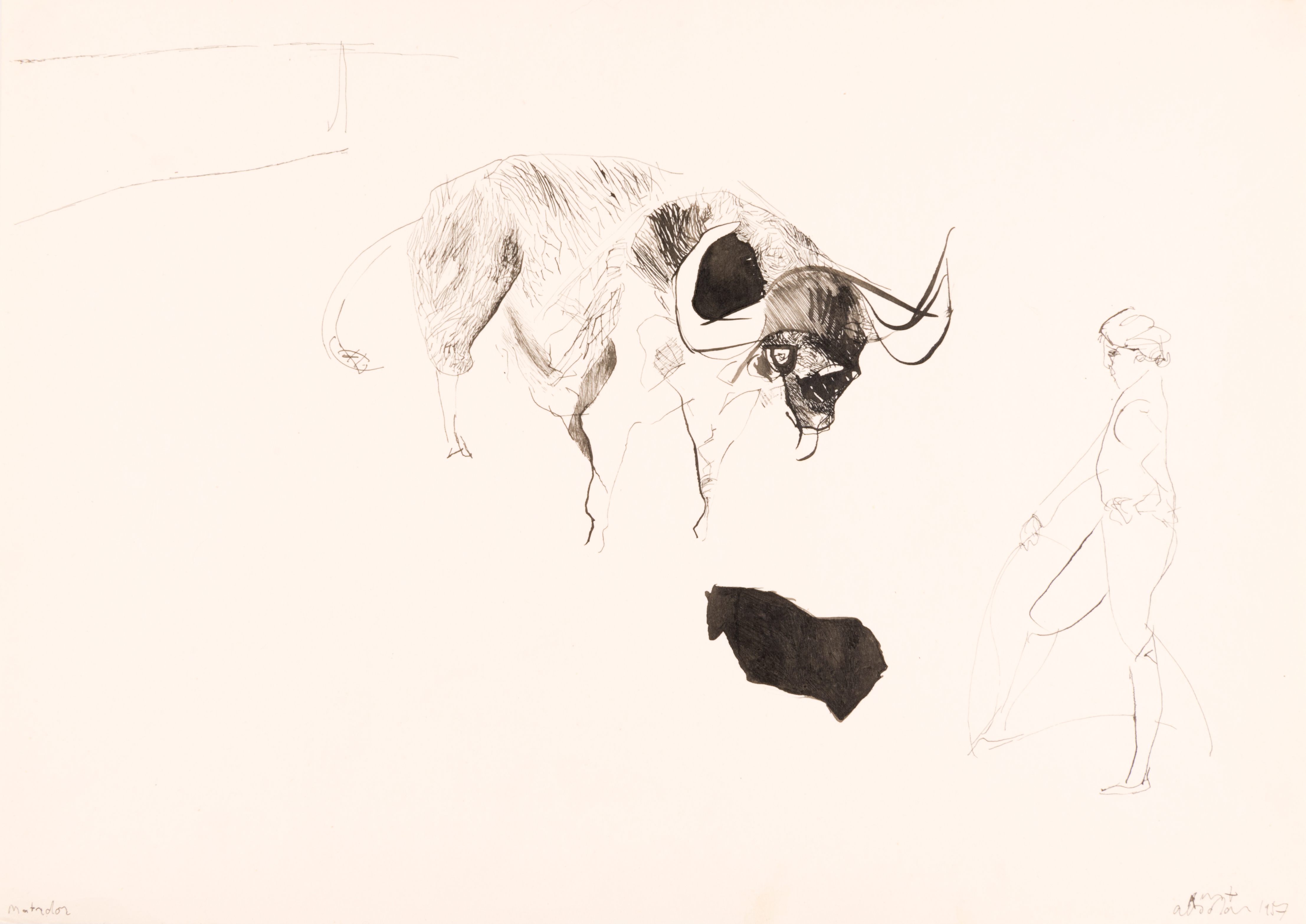
Matador, 1957, Feder in Tusche auf Papier, 32 × 44 cm

## Bedeutung
Kurt Absolon schuf Malereien, Zeichnungen und Druckgrafiken, daneben betätigte er sich Entwerfer für sakrale Glasfenster, Gipsschnitte und Sgraffiti im öffentlichen Raum. Durch seinen Kontakt zu Literaten um Hans Weigel entstanden Buchillustrationen. Seine hochsensitiven Zeichnungen erscheinen vielfach wie Traumvisionen. Während seiner Aufenthalte in Tirol entstanden Landschaftszeichnungen, in Frankreich Stadtansichten und Stierkampfdarstellungen. Abseits von avantgardistischen Kunstströmungen wie Expressionismus, Kubismus, Surrealismus und Informel entwickelte Absolon eine individuelle Formensprache, die sich dem existenzialistischen Dasein des Menschen widmete. Als Maler und Grafiker schuf Absolon poetische Traumwelten in virtuosen Tusche- und Aquarellzeichnungen, expressiven Ölbildern und Druckgrafiken.

## Werke (Auswahl)
- Vorstadtlandschaft, 1951, Öl auf Papier, 54,8 × 74,8 cm, Mumok
- Stillleben, 1956, Öl auf Leinwand, 59 × 55,5 cm, Artothek des BundesRaben, 1956, Sgraffito, Trostraße 18, Wien X

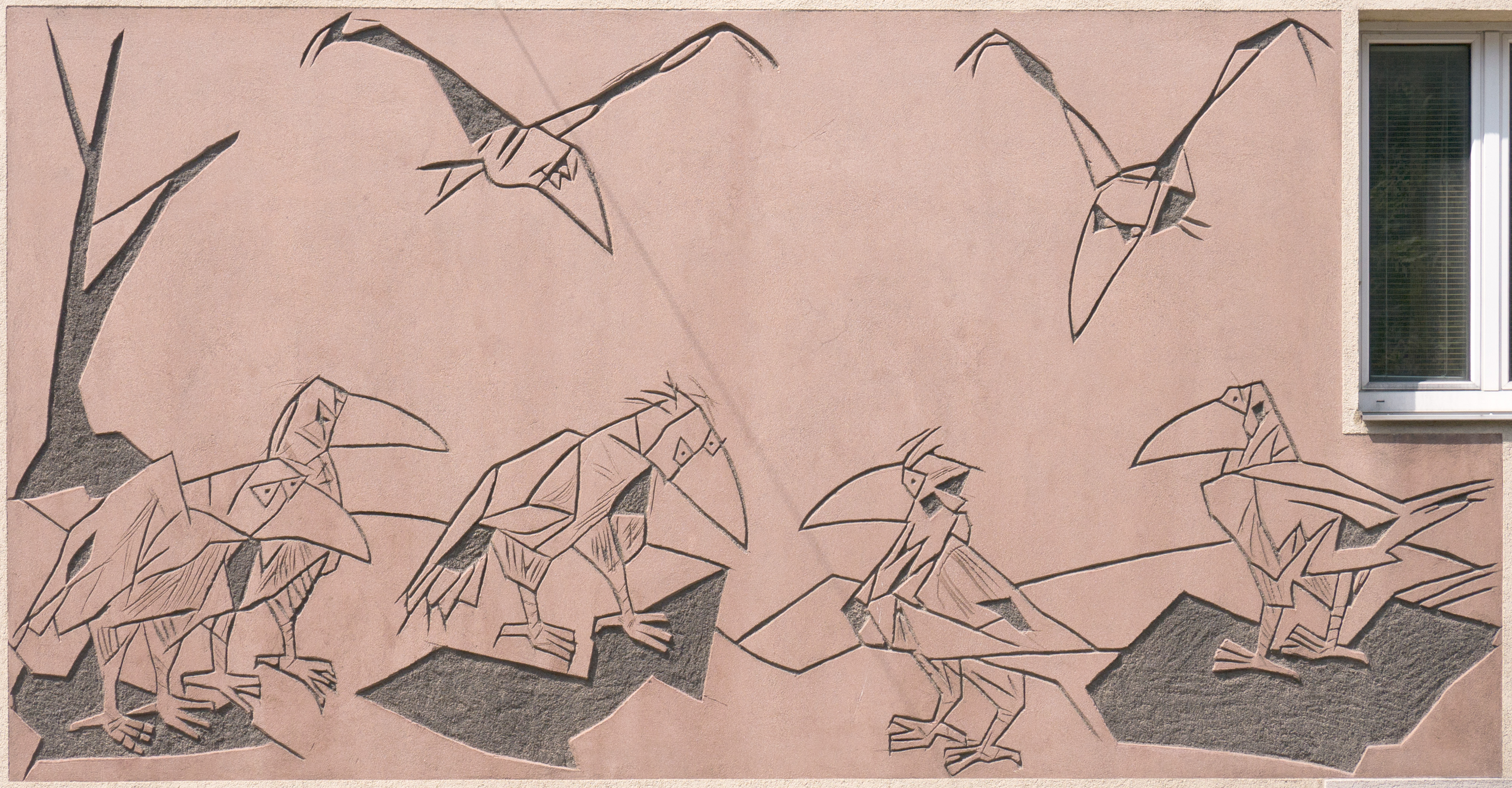
Raben, 1956, Sgraffito, Trostraße 18, Wien X

- Stierschädel und zwei Raubtierschädel, 1956, Öl auf Leinwand, 56,5 × 45,5 cm, Museum der Moderne Salzburg
- Stillleben mit Früchten, 1955, Feder in Tusche und Aquarell auf Papier, 32,5 × 45 cm, Wien Museum
- Angriff des Tanks, 1956, Feder in Tusche laviert und Aquarell auf Papier, 31,5 × 48,5 cm, Albertina
- Schmerz, 1957, Feder in Tusche laviert auf Papier, 32,5 × 47,5 cm, Lentos Kunstmuseum Linz
- Stierschädel, 1956, Aquatinta-Radierung, 25,1 × 35 cm, Albertina
- Flüchtlinge, 1956, Lithografie, 48 × 65 cm, Neue Galerie Graz
- Raben, 1956, Sgraffito, Troststraße 18, Wien X
- Glasfenster, 1958, Pfarre Neuerdberg Don Bosco, Wien III
- Gipsschnitt, 1958, Pfarre Maria Lourdes, Wien XII